# Крейн, Александр Абрамович
Алекса́ндр Абра́мович Кре́йн (8 [20] октября 1883, Нижний Новгород — 21 апреля 1951, Старая Руза, Московская область) — русский и советский композитор и музыкальный деятель. Брат композиторов Давида и Григория Крейнов. Заслуженный деятель искусств РСФСР (1934).

## Биография
Родился 8 (20 октября) 1883 года в Нижнем Новгороде. Его отец, Абрам Гиршевич Крейн (1838—1921), из местечка Вегеры Ковенской губернии, скрипач и собиратель еврейского музыкального фольклора, увлекавшийся синагогальной и клезмерской еврейской музыкой, прививал своим семи сыновьям любовь к музыке. Все его сыновья стали профессиональными музыкантами.
Александр учился в Московской консерватории по классу виолончели у Альфреда Глена и по классу композиции Болеслава Яворского и Леонида Николаева.
Преподавал в московской Народной консерватории в 1912—1927 годах. С 1913 года был членом московского отделения Общества еврейской народной музыки. В 1918—1927 годах работал в музыкальном отделе Наркомпроса (народный комиссариат просвещения) и государственном музыкальном издательстве. С 1908 года выступал на страницах некоторых дореволюционных и советских газет как музыкальный критик, позднее начал сочинять музыку. В 1920-х годах одним из первых композиторов обратился к революционной тематике.
Преподавал в Школе особого назначения НКВД.
Скончался 21 апреля 1951 года в посёлке Старая Руза (Московская область).

## Семья
- Сын — драматург Александр Крон.
- Внучатый племянник — Александр Зиновьевич Крейн, основатель и первый директор Государственного музея А. С. Пушкина.

## Признание
- орден «Знак Почёта» (1940)[3]
- заслуженный деятель искусств РСФСР (1934)

## Творчество
В ранних сочинениях Крейна (романсы, инструментальные пьесы и камерные ансамбли) заметно влияние Александра Скрябина. Ранние работы Крейна связаны с еврейской тематикой и фольклором. Среди его произведений на еврейскую тематику числятся: «Поэма» для виолончели и фортепиано (1909), «Поэма-квартет» (1910), две сюиты для кларнета и струнного квартета «Еврейские эскизы» (1910, 1911), «Еврейский каприс» для скрипки и фортепиано (1917), «Песни гетто» (1916—1923), «Песнь Песней» (1918) для голоса и фортепиано. Известна также кантата «Кадиш» на стихи А. Оршанина (1922), музыка которой написана к спектаклям театров «Габима» и «ГосЕТ». Клавир «Кадиша» был издан в Вене 1928 году, а партитура была уничтожена там же фашистами в 1930-х. Написал множество музыкальных номеров к спектаклям (в том числе «Ночь на старом рынке», 1925; «Саббатай Цви», 1927 и др.). Также среди его произведений числятся опера «Загмук» (1930), «Десять еврейских песен» (1937) и множество романсов на стихи Ильи Эренбурга, Хаима Бялика, А. Оршанина и т. д.

### Нееврейская тематика
Из произведений Крейна на нееврейскую тематику наиболее известны балеты «Лауренсия» (1939) и «Татьяна» (1943), и музыка к спектаклю «Учитель танцев» (автор — Лопе де Вега, 1946). Написал Траурную оду памяти Ленина (1926) для оркестра и хора, романсы на стихи Александра Блока и Константина Бальмонта.